# Соколовский, Александр Иванович
Александр Иванович Соколо́вский (27 августа 1892, с. Междуречье (ныне Лебединский район Сумской области Украины) — 22 мая 1975) — украинский советский учёный-биолог, педагог, профессор (1935) Киевского университета, кандидат биологических наук (1936).

## Биография
В 1916 году окончил природоведческий отдел физико-математического факультета Харьковского университета, в 1923 году — Институт народного образования при университете, в 1925 году — аспирантуру при научно-исследовательской кафедре ботаники.
С 1928 года работал в Киевском университете: ассистентом кафедры морфологии и систематики растений, старшим преподавателем, доцентом, профессором, заведующим секции морфологии и систематики растений НИИ биологии, заведующим гербарияю
В 1936—1938 годах — декан биологического факультета Киевского университета, в 1942—1944 годах — профессор кафедры ботаники Объединенного украинского государственного университета (ОУДУ) в г. Кзыл-Орда, в 1962—1964 годах — профессор Киевского университета.

## Научная деятельность
Основные направления научных работ: флористика, геоботаника, систематика, морфология, ботаническое ресурсоведение.
В результате экспедиционных поездок по Украине, на Кавказ и в Крым собрал большой гербарный и посадочный материал для кафедры и ботанического сада. Обследовал песчаные массивы Полтавщины, днепровские плавни, растительность лугов заповедника Конча-Заспа, исследовал Trifolium L. в отечественной флоре, растительность Кзыл-Ордынской области Казахстана.
Автор более 60 публикаций: учебников, научно-методических и научно-популярных работ.

## Избранные публикации
- Очерк работы Киевского университета в области систематики растений и изучения местной флоры за прошедшее столетие. К., 1935;
- Ботанический сад Академии наук УССР и его коллекции. К., 1951 (в соавт.),
- К флоре песков Полтавщины (1924, в соавт.),
- Критические замечания об украинских клеверах (Trifolium секции Ochroleuca Sib. Et Belli) (1927),
- Растительность Кзыл-Ордынской области (1945) и др.